# In It for the Money
In It for the Money är ett musikalbum av Supergrass som släpptes i april 1997. Skivan blev mest uppmärksammad för singlarna "Richard III" och "Going Out". "Going Out" släppte som singel i mars 1996, ett år innan albumet. I USA blev låten "Cheapskate" en mindre hit, men albumet sålde i mindre skala där och listnoterades på Heatseekers-listan. I Japan släpptes skivan med ett omslag som från början var tänkt att vara det officiella, men sedan drogs in av bandet och bara hann släppas just i Japan. Skivan är nämnd i boken 1001 Albums You Must Hear Before You Die. Tidningen Q listade skivan som #57 i sin lista 100 Greatest British Albums Ever.

## Låtlista
1. "In It for the Money" - 3:05
2. "Richard III" - 3:13
3. "Tonight" - 3:09
4. "Late in the Day" - 4:43
5. "G-Song" - 3:27
6. "Sun Hits the Sky" - 4:55
7. "Going Out" - 4:16
8. "It's Not Me" - 2:56
9. "Cheapskate" - 2:43
10. "You Can See Me" - 3:40
11. "Hollow Little Reign" - 4:08
12. "Sometimes I Make You Sad" - 2:48

## Listplaceringar
- Billboard Heatseekers, USA: #23 (Limited Edition-utgåvan)[1]
- UK Albums Chart, Storbritannien: #2[2]
- VG-lista, Norge: #23[3]
- Topplistan, Sverige: #27[4]